# Temne (popolo)
I Temne sono un gruppo etnico dell'Africa occidentale. Si trovano prevalentemente nella Provincia Settentrionale della Sierra Leone, paese in cui costituiscono il gruppo etnico più numeroso con il 35,5% della popolazione totale, leggermente più numeroso del popolo Mende con il 31,2%. Una minoranza di Temne è anche stanziata nella vicina Guinea. Parlano la lingua temne, che appartiene al ramo mel delle lingue atlantiche
Originari secondo le loro stesse tradizioni orali della regione del Futa Jalon, in Guinea, i Temne migrarono a sud per stabilirsi tra l'area dei fiumi Kolenté e Rokel in Sierra Leone, dove sono attestati a partire dal XV secolo, e dove fondarono il regno di Koya. Inizialmente praticavano la loro religione tradizionale, prima che l'Islam fosse adottato attraverso il contatto con commercianti musulmani dei gruppi etnici vicini. Sebbene la maggior parte dei Temne si sia convertita all'Islam nel corso del tempo, alcuni hanno continuato con la loro religione tradizionale. I Temne furono uno dei gruppi etnici vittime della cattura e del commercio degli schiavi attraverso la regione sub-sahariana e attraverso l'Atlantico verso le colonie europee.
I Temne sono tradizionalmente agricoltori, coltivano riso, manioca, miglio e noce di cola. I loro raccolti da reddito includono arachidi e tabacco. Alcuni Temne sono pescatori, artigiani o commercianti. La società Temne è patrilineare, ed è caratterizzata da un sistema politico decentralizzato con capi villaggio e una stratificazione sociale gerarchica endogama.